# 易鹏飞
易鹏飞（1962年5月—），男，汉族，湖南益阳人，中华人民共和国政治人物。湖南财经学院贸易经济系商业经济专业毕业毕业，大学学历，经济学学士。曾任湖南省政协党组成员、副主席。

## 生平
1983年7月参加工作，1987年6月加入中国共产党。历任湖南省计划委员会财贸处干部、农业处副处长、农村经济处处长、主任助理等职，2000年4月任湖南省发展计划委员会副主任、党组成员，2004年2月任湖南省发展和改革委员会副主任、党组成员。2008年6月，任中共怀化市委副书记，同年7月任怀化市人民政府代市长，隔年1月当选为市长。2011年6月，任中共娄底市委副书记、娄底市人民政府代市长，隔年1月当选为市长。2015年4月，任中共郴州市委书记。2017年1月，兼任郴州市人大常委会主任。2018年1月，当选为湖南省政协副主席。2023年1月，换届不再担任湖南省政协副主席
2023年2月5日，因涉嫌严重违纪违法，接受中央纪委国家监委纪律审查和监察调查。同年7月27日，遭到开除党籍、开除公职处分。8月，最高人民检察院以涉嫌受贿罪、滥用职权罪对易鹏飞作出逮捕决定。10月，广西壮族自治区柳州市人民检察院针对易鹏飞涉嫌受贿、滥用职权一案已向广西壮族自治区柳州市中级人民法院提起公诉。2024年3月25日，经广西壮族自治区柳州市中级人民法院一审公开宣判，易鹏飞非法所得8140萬餘元，造成公共財產損失4.48億餘元，以受贿罪被判处无期徒刑，剥夺政治权利终身，并处没收个人全部财产；以滥用职权罪判处有期徒刑五年，决定执行无期徒刑，剥夺政治权利终身，并处没收个人全部财产；对易鹏飞受贿犯罪所得及孳息，依法予以追缴，上缴国库，不足部分，继续追缴。